# قبلة التنين
قبلة التنين (بالإنجليزية: Kiss of the Dragon) هو فيلم حركة تم إنتاجه في فرنسا والولايات المتحدة وصدر في سنة 2001. من بطولة جت لي وبريجيت فوندا وكاريو (ممثل) يروي هذا الفيلم قصة جيسيكا تعمل في الخفاء لدى أحد الضباط الفاسدين في الشرطة الفرنسية مقابل عدم ايذاء الضابط لابنة جيسيكا وذات يوم تذهب جيسيكا إلى محل جوني وتتاخر فياتي زعيم جيسيكا في ذلك الشارع ويضربها وعندما يعيد ضربها يغضب جوني ويعاقب الزعيم ورجاله فيموت جد جوني أثناء ذلك ويموت أيضاً اثنان من رجال الزعيم وعندها تبدأ متاعب جوني.

## الميزانية والإيرادات
بلغت تكلفة إنتاج الفيلم حوالي 25 مليون دولار بينما حقق أرباحا تقدر بـ 64.4 مليون دولار.

## وصلات خارجية
- قبلة التنين على موقع IMDb (الإنجليزية)
- قبلة التنين على موقع ميتاكريتيك (الإنجليزية)
- قبلة التنين على موقع روتن توميتوز (الإنجليزية)
- قبلة التنين على موقع نتفليكس (الإنجليزية)
- قبلة التنين على موقع ألو سيني (الفرنسية)
- قبلة التنين على موقع Turner Classic Movies (الإنجليزية)
- قبلة التنين على موقع أول موفي (الإنجليزية)
- قبلة التنين على موقع بوكس أوفيس موجو (الإنجليزية)
- قبلة التنين على موقع فيلمافينيتي (الإسبانية)
- قبلة التنين على موقع قاعدة بيانات الأفلام السويدية (السويدية)